# Катастрофа Ту-154 під Малабо
Катастрофа Ту-154 під Малабо — авіаційна катастрофа, що сталася 1 червня 1976 року. Пасажирський авіалайнер Ту-154А авіакомпанії «Аерофлот» виконував міжконтинентальний рейс SU-418 за маршрутом Луанда — Малабо — Нджамена — Триполі — Москва, але при заході на посадку в аеропорт Малабо літак врізався в склон вулкану Сан-Карлос поблизу Малабо на острові Масіас-Нгема-Бійого (Екваторіальна Гвінея). Загинули всі 45 людей, що перебували на його борту (35 пасажирів і 10 членів екіпажу).
На момент подій катастрофа рейсу 418 була найбільшою в історії Екваторіальної Гвінеї, але 16 липня 2005 року її (за кількістю жертв) перегнала катастрофа Ан-24 під Малабо (60 загиблих).